# الكلية الدولية في بيروت
الكلية الدولية في بيروت ، لبنان ، مدرسة دولية مستقلة غير ربحية. يأتي طلابها من جميع أنحاء لبنان ، وكذلك من الشرق الأوسط وحول العالم. مع حرمين جامعيين ، أحدهما في العاصمة اللبنانية بيروت والآخر في التلال الحضرية ( عين عار ) ، تقوم المدرسة بتعليم أكثر من 3500 طالب كل عام. تأسست المدرسة في عام 1891 وهي مستأجرة في ماساتشوستس ، الولايات المتحدة.
تتمثل رؤية الكلية الدولية في إلهام المتعلمين اليوم ليصبحوا قادة عالميين للغد.

## التاريخ

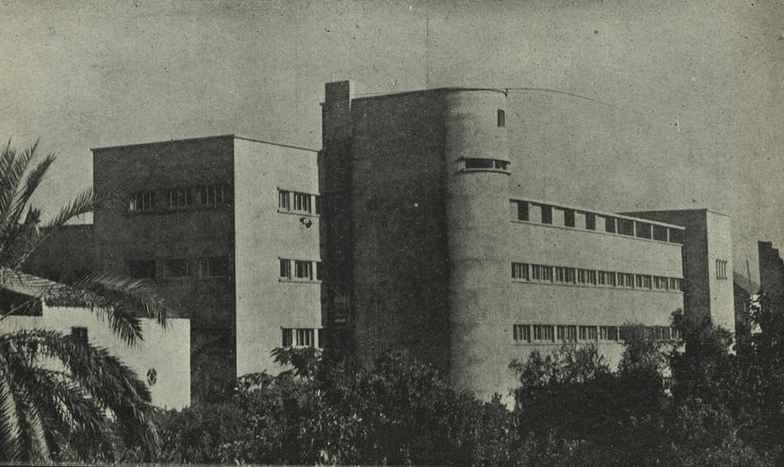
الكلية الدولية في بيروت عام 1947

تأسست الكلية الدولية في سميرنا ( إزمير الآن) ، تركيا في عام 1891 ، من قبل ألكسندر ماك لاشلان ، وهو مدرّس كندي ، كمدرسة أمريكية للبنين. تخرج الصف الأول من خمسة طلاب في عام 1895 ، وأعيدت تسميته إلى المعهد الأمريكي للبنين.
في عام 1913 ، افتتحت الكلية قسم المدرسة الابتدائية ، وأضاف قسم اللغة الفرنسية كلغة ثانية في عام 1926.
في عام 1936 ، دعا الدكتور بايارد دودج ( من الجامعة الأمريكية في بيروت) الكلية الدولية للاتجاه إلى بيروت والانضمام إلى الجامعة الأمريكية في بيروت كمدرستها الإعدادية . ونتيجة لذلك ، عُرفت الكلية الدولية لسنوات عديدة باسم «التمهيدي». خلال عامها الأول في بيروت ، استقبلت المدرسة 901 طالبًا من 37 دولة يمثلون 16 طائفة دينية. رحبت المدرسة بالطلاب من جميع أنحاء الشرق الأوسط ، الذين جاؤوا كمقيمين يعيشون في طومسون وسيج هولز.
انفصلت الكلية الدولية عن الجامعة الأميركية في بيروت في الستينيات من القرن الماضي ، حيث تم تسمية مجلس أمناء منفصل واعترفت بحقوق المرأة بأن تصبح مؤسسة مختلطة.
خلال الحرب الأهلية اللبنانية ، كان مدير الكلية هو الدكتور ألتون رينولدز والذي دعا الطلاب والمدرسون من جميع الطوائف الدينية لاستكمال الحضور واعطاء الدروس في منطقة رأس بيروت . تطورت لتصبح مؤسسة تعليمية رائدة في الشرق الأوسط بإلهام من بعض المديرين المثاليين مثل السيد صادق عمر والسيد إيلي قربان.
في عام 1988 ، تم بناء حرم خارجي في عين عار ، بعيدا عن بيروت ، لاستيعاب أطفال الخريجين في تلك المنطقة. يواصل حرم عين آار خدمة الطلاب من مرحلة ما قبل المدرسة وحتى المدرسة الإعدادية.
في عام 1997 ، حصلت المدرسة على اعتماد مزدوج من قبل مجلس المدارس الدولية ورابطة نيو إنجلاند للمدارس والكليات .

## المدارس
برنامج الطفولة المبكرة في مرحلة ما قبل المدرسة يخاطب الطفل بأكمله من خلال نهج متكامل ويهدف إلى تطوير علاقة وثيقة بين المعلمين والآباء وزملاء الدراسة. توفر البيئة التعليمية جوًا دافئًا ووديًا ومبهجًا يدعو إلى التعلم من خلال الاستفسار. يتم تدريس كل المحتوى باستخدام اللغات المستهدفة وهي العربية والإنجليزية والفرنسية ويعمل ضمن إطار المناهج الدراسية للسنة التحضيرية.
تغطي المدرسة الابتدائية الصفوف من الأول إلى الخامس (من سن السادسة إلى الحادية عشرة). وسيلة التدريس إما الإنجليزية أو الفرنسية ، على الرغم من أن اللغة العربية إلزامية لجميع الطلاب. يتم توفير برنامج عربي في الكلية الدولية للطلاب الذين يعيشون في الخارج ويتأهلون للإعفاء من البرامج العادية.
المدرسة المتوسطة (الإعدادية ) عبارة عن دورة مدتها أربع سنوات تغطي الصفوف من السادس إلى التاسع. يقدم ثلاثة برامج: البرنامج اللبناني يعد الطلاب لامتحان بريفيت اللبناني الرسمي. البرنامج التحضيري للكلية هو برنامج لغة إنجليزية غير برنامج (البريفيه) ؛ والبرنامج الفرنسي هو برنامج غير البريفيه يتم تدريسه باللغة الفرنسية والذي يعد الطالب لامتحان البكالوريا الفرنسية الرسمي. تتطلب جميع البرامج تدريس اللغة العربية والإنجليزية والفرنسية والرياضيات والعلوم والدراسات الاجتماعية والتربية البدنية والفنون وتكنولوجيا المعلومات (IT) والموسيقى والمسرح. كما يتلقى الصفوف 6 و 7 و 8 تعليمات التكنولوجيا. 
المدرسة الثانوية عبارة عن دورة مدتها ثلاث سنوات تتكون من أربعة برامج منفصلة: برنامج البكالوريا اللبنانية الذي يتبع منهجًا وضعته وزارة التربية والتعليم اللبنانية ؛ برنامج البكالوريا الفرنسية الذي يتبع منهجًا وضعته وزارة التعليم الفرنسية ؛ برنامج دبلوم البكالوريا الدولية (IB) ؛ والبرنامج التحضيري للكلية الأمريكية (CPP) ، وهو برنامج دبلوم غير البكالوريا.
يضم الحرم الجامعي في عين عار مدرستين. المدرسة الإعدادية للطلاب من الحضانة إلى الصف الثالث والمدرسة العليا (الاعدادية) للطلاب من الصف الرابع إلى الصف التاسع ضمناً. تتبع كلتا مدرستي عين عار نفس المنهج المطبّق في حرم رأس بيروت.

## برامج المدارس الثانوية
برنامج البكالوريا اللبنانية ، الذي يتبع منهجًا وضعته وزارة التربية والتعليم اللبنانية ، متاح لجميع الطلاب سواء في مسار اللغة الإنجليزية أو الفرنسية للمواد الأساسية بما في ذلك الرياضيات والعلوم . في المسار الفرنسي ، يتم تدريس اللغة الإنجليزية كلغة ثالثة والعكس صحيح. في كلا المسارين ، يتم تدريس الدراسات الاجتماعية والتاريخ والجغرافيا والمدنية وعلم الاجتماع والاقتصاد باللغة العربية مع دراسة الأدب العربي واللغة إلزامية. في السنة الثانية ، اختار الطلاب التركيز في العلوم الإنسانية أو العلوم ، وتخصصوا في السنة الثالثة.
تم تصميم برنامج البكالوريا الفرنسية ، الذي يتبع منهجًا وضعته وزارة التعليم الفرنسية ، لتلبية احتياجات الطلاب الأجانب واللبنانيين الذين يرغبون في متابعة البكالوريا الفرنسية . يتم تدريس جميع المواد الأساسية باللغة الفرنسية . عند الانتهاء بنجاح من برنامج البكالوريا اللبنانية أو الفرنسية ، يكون الطلاب مؤهلين للدخول في مستوى السنة الثانية في جميع الجامعات اللبنانية والعديد من الجامعات الأوروبية وأمريكا الشمالية. يقوم بعض الطلاب بمتابعة البكالوريا اللبنانية والفرنسية في آن واحد.
برنامج البكالوريا الدولية هو منهج دراسي لمدة عامين مع عنصر التقييم. إن شهادة البكالوريا الدولية معترف بها من قبل الجامعات حول العالم. يجب على الطلاب المقبولين في برنامج البكالوريا الدولية حمل جنسية ثانية بالإضافة إلى اللبنانيين ، أو الحصول على إعفاء من البرنامج الرسمي اللبناني يسمح لهم بالانخراط في برنامج غير لبناني. إن المعرفة الجيدة باللغة الإنجليزية شرط أساسي حيث أنها لغة التدريس وأيضًا متوسط المدرسة حوالي 79.
«البرنامج التحضيري للكلية» هو منهج دراسي مدته سنتان مصمم على نظام المدرسة الثانوية الأمريكية. يجب على الطلاب المقبولين في هذا البرنامج حمل جواز سفر أجنبي. الدورات التي تم أخذها واسعة النطاق وصارمة. حساب التفاضل والتكامل والاقتصاد الجزئي والاقتصاد الكلي والأدب العالمي هي بعض الأشياء التي يتم تدريسها في دورات مثل الرياضيات وعلم الأحياء والاقتصاد والقضايا العالمية والإنجليزية والعربية والفرنسية والفن والموسيقى والتربية البدنية والتاريخ.

## برنامج خدمة المجتمع
المشاركة في برنامج خدمة المجتمع إلزامية لجميع طلاب المدرسة الثانوية للكلية الدولية في بيروت. يختار الطلاب مشروعين مجتمعيين كل عام ، تتراوح بين المساعدة على رفع مستوى الوعي بالقضايا البيئية ، والتطوع في دور الأيتام ، ومراكز المسنين والمعوقين.

## خريج متميز
- قسطنطين زريق «أبو» القومية العربية
- غسان تويني ، النائب اللبناني السابق ، كان نجله السياسي والصحفي المغتال جبران تويني .
- باسل فليحان ، اغتال وزير الاقتصاد اللبناني
- النائب الدرزي وليد جنبلاط
- عادل عسيران ، شخصية الاستقلال اللبنانية ورئيس مجلس النواب
- سليم الحص ، رئيس الوزراء اللبناني السابق
- صبحي محمصاني باحث قانوني وعضو سابق في مجلس النواب اللبناني ووزير الاقتصاد الوطني
- صائب سلام ، رئيس الوزراء اللبناني السابق
- ياسين جابر ، عضو شيعي لبناني في البرلمان ، وزير الاقتصاد 1996-1998
- ديفيد رمضان ، عضو منتخب سابق في مجلس مندوبي فرجينيا.

- نواف سلام ، سفير لبنان الدائم لدى الأمم المتحدة ، عين قاضيًا في محكمة العدل الدولية عام 2017.

- جبران تويني ، صحفي ورئيس تحرير صحيفة النهار ، انتخب نائباً في البرلمان اللبناني في عام 2005. شخصية بارزة في ثورة الأرز اللبناني.
- غاي بيار ، مغني وكاتب أغاني فرنسي

## مرتبة الشرف
الكلية الدولية هو أول مبنى مدرسة خضراء حاصل على شهادة LEED «الذهبية» في لبنان والشرق الأوسط. 

## روابط خارجية
- موقع الكلية الدولية
- موقع IC Alumni and Development